# Callopistria albistella
Callopistria albistella là một loài bướm đêm trong họ Noctuidae.